# Ennius
Quintus Ennius, né en 239 av. J.-C. à Rudiae, en Messapie (aujourd'hui dénommée Salento) et mort en 169 av. J.-C., est un auteur de l’époque de la République romaine. On le considère comme le « père de la poésie latine ». Bien que seuls des fragments de son œuvre nous aient été conservés (par Apulée notamment), son influence sur la littérature latine fut importante.

## Éléments biographiques
Par ses origines, Ennius avait pour langue maternelle l'osque,; comme tous les habitants du sud de la péninsule italienne (la Grande-Grèce), il parle aussi couramment le grec, et assimile le latin sans doute très jeune. 
Il suit d'abord la carrière militaire ; en 204, il se trouve en Sardaigne, certainement dans les auxiliaires alliés (alae sociorum) ; il y est remarqué par Caton l'Ancien et accompagne ce dernier à Rome. 
À Rome, il habite sur la colline de l'Aventin, au lieu-dit loca Tutilinae, et mène une vie modeste. Il enseigne les lettres grecques et latines et se concilie l'estime et la faveur des plus grands personnages : il est l'ami des Scipions. 
À sa mort, les Scipions auraient fait mettre sa statue en marbre dans leur tombeau le long de la voie Appienne, mais cela est remis en doute par les historiens modernes.
Il eut aussi pour protecteur Marcus Fulvius Nobilior, qui l'emmena en 189 av. J.-C. dans son expédition contre les Étoliens, et son fils Quintus Fulvius Nobilior, grâce auquel il obtint en 184 la citoyenneté romaine: Q. Fulvius Nobilior, chargé de fonder deux colonies de citoyens romains, Potentia et Pisaurum, inscrivit Ennius parmi les citoyens de l'une de ces nouvelles colonies.

## La naissance de l'hexamètre latin
Mais l'apport décisif d'Ennius à la langue latine est l'acclimatation de l'hexamètre grec (le vers épique d'Homère) à la poésie latine. 
Auparavant, la poésie latine utilise surtout le vers saturnien, bien adapté au lexique latin, mais monotone au point que les auteurs jouaient de l'allitération pour lui donner du relief. 
Ennius emploie la versification dactylique dans ses Annales, le premier des poèmes patriotiques latins : et c'est un fait qu'au milieu du IIe siècle av. J.-C., le saturnien a disparu de la littérature, au profit de l'hexamètre dactylique.
Cette révolution dans la poésie doit certainement beaucoup de son succès au philhellénisme de l'époque, car l'hexamètre dactylique est en réalité mal adapté à la langue latine : trop exigeant en voyelles brèves, il n'eut jamais auprès des foules la popularité des rythmes de la comédie (les rythmes ïambo-trochaïques), bien plus simples dans leur structure (succession de paires brève-longue répétées). 
La forme rigide de l'hexamètre excluait aussi bon nombre de mots courants en latin, ce qui confère à la poésie dactylique latine un caractère bizarre et affecté.
Aussi faut-il à Ennius user de toute sa science des deux langues, grecque et latine, pour latiniser l'hexamètre.

## Œuvres
Nous n'en avons plus que des fragments, citations par d'autres auteurs latins, comme Cicéron, Varron ou Aulu-Gelle. 
Ces fragments sont en général très brefs et peuvent se réduire à un vers ou même à un morceau d'hémistiche. 
Il existe cependant quelques morceaux qui atteignent la dizaine ou la vingtaine de vers comme, dans les Annales, le songe d'Ilia ou la consultation des auspices par Romulus et Rémus.
Ennius compose des comédies, des tragédies, des satires et une épopée intitulée : les Annales de la République romaine, en 18 chants et en hexamètres dactyliques (ce qui constitue une nouveauté par rapport aux épopées antérieures).
Virgile lui fait de fréquents emprunts, aussi Horace dit-il (Odes, IV, 8) que ce poète « tirait des perles du fumier d'Ennius », expression qui passa dans le langage courant et devint même le titre d'un ouvrage.
Parmi ses œuvres les plus connues, on peut citer l’Épicharme, l’Évhémère, les Satires et les Annales.

« C'est pourquoi, quand les grands sont les maîtres, la cité ne peut être dans une condition qui soit définitive, encore moins dans une monarchie car, ainsi que le dit Ennius, il n'y a pas de lien social ni de foi qui demeurent inviolés quand il s'agit de régner. »

— Cicéron, De la République, I, 32
Il est aussi l'auteur d'un Hedyphagetica, ouvrage portant sur la gastronomie et fortement inspiré de celui du grec Archestrate de Gela. 
Les fragments de ce poème qui nous sont parvenus expliquent au lecteur où trouver les meilleurs, au sens gastronomique, des poissons. Ces fragments sont incomplets et endommagés ; ils donnent des noms de poissons associés à des noms de lieux. 
Le Hedyphagetica est écrit en hexamètres, mais qui diffèrent de ceux des Annales au regard des règles de versification du temps.

## Citations
- L’Énéide de Virgile est truffée de vers pris chez Ennius ;
- Cicéron, dans son De officiis entre autres, cite Ennius[11] : « Quand il s'agit du trône, ni pacte ni serment, rien n'est sacré » ;
- Montaigne, dans ses Essais, cite plusieurs fragments d'Ennius.
- Horace, dans le livre premier de ses Satires[12], cite un vers d'Ennius et le commente ainsi : « En vain de pareils vers vous romprez l'harmonie ; Leurs lambeaux garderont l'empreinte du génie. »

#### Éditions
- J. Vahlen, Ennianae poesis reliquiae, 2e éd., Teubner, 1903.
- (en) Eric Herbert Warmington, Remains of Old Latin, vol. 1, Loeb Classical Library, 1935, 640 p. (ISBN 978-0-674-99324-2)
- Alfred Ernout, Recueil de textes latins archaïques, Klincksieck, 1915
- (en) Ennius, Goldberg, Sander M. et Manuwald, Gesine, Fragmentary Republican Latin : Volume II: Ennius, Dramatic Fragments. Minor Works, Cambridge, Harvard University Press, 2018

#### Traductions
- Annales, texte et trad. an. : O. Skutsch, The Annals of Quintus Ennius, Oxford, 1951.
- Fragments de Q. Ennius (tragédies : Médée, Iphigénie, Ajax, etc.), latin et trad.

#### Études
- Jean Bayet, Littérature latine, Paris, Armand Colin, 1999, 565 p. (ISBN 2-200-21679-3)
- Antoine Meillet, Esquisse d'une histoire de la langue latine, Paris/52-Langres-Saints-Geosmes, Klincksieck, 2004, 295 p. (ISBN 2-252-03488-2)
- Louis Nougaret, Traité de métrique latine classique, Klincksieck, 1963
- (en) Michael von Albrecht, History of Latin Literature : From Livius Andronicus to Boethius : with Special Regard to Its Influence on World Literature, vol. 1, Brill, 1997, 1 p. (ISBN 90-04-10709-6, lire en ligne)
- (en) Michael von Albrecht, Roman Epic. An Interpretative Introduction, Leiden/Boston/Köln, Brill, 1999, 374 p. (ISBN 90-04-11292-8, lire en ligne)
- Hubert Zehnacker et Jean-Claude Fredouille, Littérature latine, Paris, Presses universitaires de France, coll. « Quadrige manuels », 2005, 520 p. (ISBN 2-13-055211-0)
- Jacques Heurgon, Ennius, Centre de documentation universitaire, 1960, 205 p.